# Mario von Appen
Mario von Appen, né le 31 juillet 1965 à Hambourg, est un kayakiste allemand pratiquant la course en ligne.

## Palmarès

### Jeux olympiques
- Médaille d'or aux Jeux olympiques de 1992 à Barcelone en K-4 1000m[1].